# Gentianella maddenii
Gentianella maddenii là một loài thực vật có hoa trong họ Long đởm. Loài này được (C.B.Clarke) Airy Shaw mô tả khoa học đầu tiên năm 1943.